# Egon Svensson
Egon Edvin Roland Svensson, född 17 november 1913 i Malmö Sankt Pauli församling, död 12 juni 1995 i Malmö Sankt Johannes församling, var en svensk brottare. Han blev olympisk silvermedaljör i grekisk-romersk stil bantamvikt (56 kg) i Berlin 1936. Därtill blev han silvermedaljör i grekisk-romersk stil två gånger vid EM - i bantamvikt 1937 och i fjädervikt 1938.
Egon Svensson brottades för malmöklubben IK Sparta och vann sex SM-guld, bantamvikt både i fristil och grekisk-romersk stil 1935 samt fjädervikt grekisk-romersk stil 1938, 1939, 1940 och 1941.
Egon Svensson är begravd på Östra kyrkogården i Malmö.